# Le Mesnil-Simon, Calvados

Le Mesnil-Simon este o comună în departamentul Calvados, Franța. În 1 ianuarie 2022 avea o populație de 157 de locuitori.